# 慧子内親王
慧子内親王（あきらけいこないしんのう）は、文徳天皇の皇女。母は藤原列子（藤原是雄の娘）。同母姉に晏子内親王がいる。賀茂斎院。恵子内親王とも表記する。
嘉祥3年（850年）7月9日、文徳天皇の即位に伴い、高子内親王の退下をうけて斎院に卜定。仁寿2年（852年）4月、紫野の斎院に入った。天安元年（857年）、退下。その理由は不明であるが、『古今和歌集』885番の詞書には、「母の過失」により斎院を廃されるところであったのが沙汰やみになったとある。元慶5年（881年）1月6日、無品のまま没した。